# Sonate pour violoncelle et piano (Ladmirault)
Pour les articles homonymes, voir Sonate pour violoncelle et piano.
La Sonate pour violoncelle et piano est une partition en quatre mouvements pour violoncelle et piano composée par Paul Ladmirault en 1939. Il s'agit de la deuxième sonate du compositeur, après celle pour violon . 

## Présentation
La Sonate pour violoncelle et piano est en trois mouvements :
1. Allegro
2. Andante
3. Final

L'œuvre est publiée par les Éditions Heugel-Leduc.

## Discographie
- Paul Ladmirault, Intégrale des sonates — par Roland Daugareil (violon), Yvan Chiffoleau (violoncelle), Jacques Lancelot (clarinette) et Robert Plantard (piano) — 1980, Skarbo D SK 4952)